# Gérard Neveu
Gérard Neveu, né le 11 avril 1965 à Saint-Nazaire, est un dirigeant français du sport automobile. Il est C.E.O. du WEC depuis  octobre 2011.

## Biographie
De 2001 à 2011 : Directeur du Circuit Paul Ricard